# Shinobu Ōtaka
Shinobu Ōtaka (jap. 大高 忍 Ōtaka Shinobu; ur. 9 maja 1983 w Tokio) – japońska mangaka, znana przede wszystkim z serii Magi: The Labyrinth of Magic i Orient.

## Twórczość

### Mangi
- Sumomomo Momomo: Chijō saikyō no yome (jap. すもももももも〜地上最強のヨメ〜) (2004–2009)
- Magi: The Labyrinth of Magic (jap. マギ Magi) (2009–2017)[3]
- Magi: Sinbad no bōken (jap. マギ シンドバッドの冒険 Magi Shindobaddo no bōken) (2013–2018, rysunki: Yoshifumi Ohtera)[4]
- Orient (jap. オリエント Oriento) (2018–2024)[5][6]

### Anime
- Back Arrow (jap. バック・アロウ Bakku arō) (2021, projekty postaci)[7]